# Барио Сан Хуан (Сан Хуан Баутиста Сучитепек)
Барио Сан Хуан (шп. Barrio San Juan) насеље је у Мексику у савезној држави Оахака у општини Сан Хуан Баутиста Сучитепек. Насеље се налази на надморској висини од 1841 м.

## Становништво
Према подацима из 2010. године у насељу су живела 3 становника.

### Хронологија
| Година       | 2000       | 2005        | 2010 |
| ------------ | ---------- | ----------- | ---- |
| Становништво | 15 (6 / 9) | 16 (5 / 11) | 3    |

### Попис
| # | Индикатор                     | Вредност |
| - | ----------------------------- | -------- |
| 1 | Укупно домаћинстава           | 5        |
| 2 | Укупно насељених домаћинстава | 1        |
| 3 | Величина локације             | 1        |